# Ilovik (eiland)
Ilovik is een eiland gelegen in de Adriatische Zee in Kroatië. Het is het meest zuidelijk gelegen bewoonde eiland van de Lošinj-archipel en ligt tevens ten zuiden van Lošinj en westelijk gelegen van Dalmatië. Het eiland heeft een oppervlakte van 5,8 km² en een inwoneraantal van ca. 350 mensen.

## Geografie
Het hoogste punt van het eiland ligt op 91 meter boven zeeniveau. De kustlijn bedraagt ca. 15 km. Het eiland bestaat uit kalksteen met daarop de olijfbomen die het landschap sieren. In het zuidoosten van het eiland ligt een zandbocht.

## Geschiedenis / cultuur
De enige nederzetting op dit eiland is het gelijknamige Ilovik, gelegen in het noorden van het eiland met ca. 100 inwoners. Deze nederzetting ligt tegenover het kleinere eiland Sveti Petar waar de overblijfselen liggen van een Benedictijns klooster en een Venetiaanse vesting. De twee eilanden zijn door een smal kanaal (Ilovacka Vrata, 250 m breed) van elkaar gescheiden dat tegelijkertijd een natuurlijke haven vormt. Er mogen geen auto's op het eiland rijden en het is per boot vanuit Rijeka en Mali Lošinj bereikbaar. De inwoners leven van de visvangst en het toerisme maar de landbouw is ondergeschikt, alleen voor eigen gebruik.

## Bloemeneiland
Ilovik wordt ook wel het bloemeneiland genoemd doordat bijna om elk huis rozen, eucalyptussen en andere bloemen zijn te vinden en de bloemen zijn voor de eilanders een deel van hun leven.

## Landbouw
- wijndruiven
- olijven
- fruit
- bloemen

## Oudheid
Op Ilovik zijn overblijfselen gevonden uit de prehistorie en de Romeinse tijd, o.a. munten en mozaïeken.
Het eiland kent twee winkels, een postkantoor en een visrestaurant aan het water. Het is een rustig eiland.